# Paul Bühler (Biologe)
Paul Bühler (* 21. Juni 1936 in Freudenstadt; † 16. Juli 1996 in Brandhof (Gschwend)) war ein deutscher Biologe, der sich vornehmlich der Vogelkunde und der Säugetierkunde widmete.

## Leben
Bühlers Vater stammte aus Urbach in Württemberg, seine Mutter war Dänin. Paul Bühler lebte von 1944 bis 1948 bei einer Tante in Frederikssund, Dänemark, wo er die Grundschule besuchte und zweisprachig aufwuchs. 1949 kehrte er nach Schorndorf im Remstal zurück und absolvierte bis 1957 das Gymnasium. Nach dem Abitur studierte er an der Technischen Hochschule Stuttgart die Fächer Biologie, Chemie, Geologie und Geographie. Im Wintersemester 1959/60 setzte er sein Studium an der Universität Kopenhagen fort. 1969 wurde er unter der Anleitung von Otto Pflugfelder an der Universität Hohenheim mit der Dissertation Schädelmorphologie und Kiefermechanik der Caprimulgidae (Aves) zum Doktor promoviert.
Seine akademische Laufbahn begann Bühler als Wissenschaftlicher Assistent an der Universität Hohenheim; anschließend erlangte er die Titel Akademischer Rat und Akademischer Oberrat (1974). In den Jahren 1985 bis 1987 sowie nach 1992 bis zu seiner Pensionierung ließ sich Bühler von Lehr- und Verwaltungsaufgaben beurlauben, um sich intensiv seinen Forschungsaktivitäten zu widmen. Sein wissenschaftliches Wirken umspannte wesentliche Bereiche der Biologie, insbesondere in den Forschungsfeldern der Funktionsmorphologie und Evolution, wobei er einen besonderen Fokus auf Vögel und Säugetiere legte.
Das wissenschaftliche Werk von Paul Bühler umfasst 64 Veröffentlichungen. Seine erste Schrift, die 1960 in dänischer Sprache veröffentlicht wurde, ist eine Anleitung zur Unterscheidung nordeuropäischer Spechtarten. Das Verzeichnis all seiner Publikationen dokumentiert die Forschung von Paul Bühler, die sich auf vier zentrale Themenbereiche konzentriert: 
Zunächst liegt sein Schwerpunkt auf der Anwendung biometrischer Methoden bei schädelmorphologischen Analysen, die zur Klärung taxonomischer und populationsbiologischer Fragestellungen dienen. In seiner 1964 veröffentlichten Arbeit Zur Gattungs- und Artbestimmung von Neomys-Schädeln – Gleichzeitig eine Einführung in die Methodik der optimalen Trennung zweier systematischer Einheiten mit Hilfe mehrerer Merkmale, zählt Bühler zu den Pionieren der Diskriminanzanalyse in der Biologie. 
Paul Bühler führte über mehrere Jahre verhaltensbiologische Studien an Eulen, insbesondere an der Schleiereule und dem Waldkauz, durch, die er in seiner Wohnung auch freifliegend hielt. Seine Frau Brigitte unterstützte ihn aktiv bei der Pflege und Betreuung der Tiere sowie umfassend in seiner Forschung. Auf Basis der erfolgreichen Handaufzucht von Schleiereulen untersuchte er die Brutbiologie und das Sozialverhalten dieser Art, das sich besonders an die stark schwankenden Nahrungsressourcen anpasst. Zwischen 1964 und 1990 resultierten aus diesen Forschungen insgesamt zehn Publikationen.
Paul Bühler widmete sich in seinen Forschungen insbesondere der Funktionsmorphologie und der evolutionären Entwicklung der Vögel. Im Rahmen seiner morphologischen Analysen untersuchte er die spezifischen Anpassungen des Kieferapparates unterschiedlicher Vogelgruppen, wobei besonders die komplexen Spreizmechanismen von fischfangenden Arten von Bedeutung waren. Ein weiterer Forschungsschwerpunkt lag auf der Entstehung von Leichtbau- und Anti-Leichtbaustrukturen im Skelett von Vögeln, wobei er Unterschiede zwischen guten Fliegern und Tauchvögeln analysierte. Zudem integrierte er zunehmend fossile Vorfahren in seine Studien, um die Evolution des modernen Vogelkieferapparates sowie die Entwicklung des Knochenleichtbaus zu beleuchten.
Längere Forschungsaufenthalte in Südamerika, insbesondere in West-Suriname in den Jahren 1990 und 1995, sowie in Mittelamerika, konkret in Costa Rica im Jahr 1991, ermöglichten eine Vertiefung der funktionsbiologischen Studien, die sich nun gezielt auf die Tukanarten konzentrierten.
Bis in die 1980er Jahre bestanden erhebliche Unsicherheiten hinsichtlich der funktionalen Aspekte der ausgeprägten, bunten Schnäbel der neotropischen Tukane. 1985 reiste Bühler nach Lawrence, Kansas, wo er die intrakranielle Beweglichkeit des Tukanschädels unter Verwendung von Museumssammlungen analysierte.
Ab 1990 führte Bühler über einen Zeitraum von zehn Wochen umfangreiche Freilanduntersuchungen in West-Suriname durch, die ihn dazu veranlassten, die funktionsmorphologische Analyse von Fruchtfressern in Relation zu ihrem koevolutiven Partner, den fruchtproduzierenden Pflanzen, zu betrachten. Die Resultate dieser Feldstudien wurden 1996 im Artikel Die neotropischen Tukane (Ramphastidae) als Modell einer ökomorphologischen Evolutionsanalyse zusammengefasst und in der Zeitschrift Ökologie der Vögel veröffentlicht, bei der Bühler Mitbegründer und Mitherausgeber war. Diese Arbeit lieferte bedeutende Erkenntnisse hinsichtlich der Struktur, Kinetik und Funktion des großen Schnabels der Tukane, der Nahrungserwerbstechnik sowie der evolutiven Interaktionen mit den Nahrungsquellen. 
Bühler betrachtete die Feldarbeit als einen zentralen Bestandteil seiner Forschung, ergänzend zu seinen museumlichen Tätigkeiten. Er interessierte sich auch für fossile Vögel und veröffentlichte 1986 einen Artikel über den Archaeopteryx im Journal für Ornithologie.
Die Forschungen von Paul Bühler basieren auf systematischer Beobachtung und präziser Dokumentation der Ergebnisse. Sein zeichnerisches Talent ermöglichte ihm die Erstellung von detailgenauen Feldprotokollen, die sich in ihrer Beschränkung auf wesentliche Merkmale auszeichnen.
Im Rahmen seiner internationalen wissenschaftlichen Aktivitäten nahm Bühler an fünf Internationalen Ornithologischen Kongressen teil. Diese schließen seinen Vortrag über die Methodik funktionsmorphologischer Untersuchungen 1978 in Berlin, den Round-Table-Vortrag The constructive principles of the pelican’s jaw apparatus 1982 in Moskau, die Organisation und Leitung der Diskussionsrunde zum Thema Functional and evolutionary morphology of the avian feeding apparatus 1986 in Ottawa, die Mitorganisation des Symposiums The Avian Feeding System 1990 in Christchurch, Neuseeland, sowie die Mitorganisation des Symposiums Origin and Early Evolution of Birds 1994 in Wien ein.
1963 benannte Paul Bühler die Unterart Neomys fodiens niethammeri der Wasserspitzmaus aus Nordspanien zu Ehren von Jochen Niethammer.
Am 16. Juli 1996 starb Bühler infolge eines plötzlichen Herztodes im Garten seines Hauses, im Weiler Brandhof bei Gschwend im Welzheimer Wald. 

## Dedikationsnamen
1999 wurde Bühler von Lian-hai Hou, Zhou Zhonghe, Larry D. Martin und Alan Feduccia im Artepitheton des Taxons Eoenantiornis buhleri aus dem Mesozoikum Chinas geehrt.